# Liste der Einträge im National Register of Historic Places im Carroll County (Arkansas)
Die Liste der Registered Historic Places im Carroll County führt alle Bauwerke und historischen Stätten im Carroll County in Arkansas auf, die in das National Register of Historic Places aufgenommen wurden.

## Aktuelle Einträge
| Lfd. Nr. | Name                                                 | Bild | Datum der Eintragung | Adresse/Lage                                                                   | Ort             | ID-Nr.    | Beschreibung |
| -------- | ---------------------------------------------------- | ---- | -------------------- | ------------------------------------------------------------------------------ | --------------- | --------- | ------------ |
| 1        | Beaver Bridge                                        |      | 9. Apr. 1990         | AR 187, over the White River                                                   | Beaver          | 90000730  |              |
| 2        | Berryville Agriculture Building                      |      | 10. Sep. 1992        | S of Freeman Ave., E of Linda St., N of W. College Ave. and W of Ferguson St.  | Berryville      | 92001214  |              |
| 3        | Berryville Commercial Historic District              |      | 24. März 2016        | Public Square                                                                  | Berryville      | 16000402  |              |
| 4        | Berryville Gymnasium                                 |      | 10. Sep. 1992        | S. of Freeman Ave., E of Linda St., N of W. College Ave. and W of Ferguson St. | Berryville      | 92001215  |              |
| 5        | Berryville Post Office                               |      | 14. Aug. 1998        | 101 E. Madison Ave.                                                            | Berryville      | 98000922  |              |
| 6        | Blue Spring Shelter                                  |      | 20. Dez. 2002        | Address Restricted                                                             | Eureka Springs  | 02001596  |              |
| 7        | Carroll County Courthouse, Eastern District          |      | 27. Aug. 1976        | Public Sq.                                                                     | Berryville      | 76000392  |              |
| 8        | Carroll County Poor Farm Cemetery                    |      | 24. Mai 2006         | Address Restricted                                                             | Pleasant Valley | 06000412  |              |
| 9        | Concord School House                                 |      | 9. März 2009         | 805 Co. Rd. 309                                                                | Eureka Springs  | 08001334  |              |
| 10       | W. D. Crawford House                                 |      | 20. Nov. 1992        | E of Co. Rd. 27, about 1 mi. N of jct. with Co. Rd. 98                         | Cisco           | 92001613  |              |
| 11       | Crescent Hotel                                       |      | 26. Jan. 2016        | 75 Prospect Ave.                                                               | Eureka Springs  | 15000991  |              |
| 12       | Dog Branch School                                    |      | 8. Sep. 1992         | S of US 412, approximately 3 mi. E of Osage                                    | Osage           | 92001177  |              |
| 13       | Eureka Springs Historic District (Boundary Increase) |      | 29. Jan. 1979        | S. Main                                                                        | Eureka Springs  | 79003730  |              |
| 14       | Eureka Springs Historic District                     |      | 18. Dez. 1970        | Most Eureka Springs and its environs                                           | Eureka Springs  | 70000118  |              |
| 15       | Green Forest Water Tower                             |      | 22. Mai 2007         | SE jct. of S. Springfield St. and E. Second St.                                | Green Forest    | 07000470  |              |
| 16       | Kenner Cemetery                                      |      | 25. Mai 2022         | 18141 AR 103 South                                                             | Osage           | 100007756 |              |
| 17       | Lake Leatherwood Park Historic District              |      | 24. Nov. 1998        | Bet. US 62 and AR 23 at Leatherwood L.                                         | Eureka Springs  | 98001346  |              |
| 18       | Lake Leatherwood Recreational Facilities             |      | 12. Aug. 1992        | End of Co. Rd. No. 61                                                          | Eureka Springs  | 90001942  |              |
| 19       | Mo-Ark Baptist Academy                               |      | 27. Sep. 1996        | S of western terminus of Park St.                                              | Blue Eye        | 96001030  |              |
| 20       | Mulladay Hollow Bridge                               |      | 6. Apr. 1990         | Co. Rd. 61, over Mulladay Hollow Creek                                         | Eureka Springs  | 90000531  |              |
| 21       | Old U.S. 62, Busch Segment                           |      | 25. Sep. 2008        | Carroll Cty. Rds. 107, 109 and 173                                             | Busch           | 08000942  |              |
| 22       | Quigley’s Castle                                     |      | 30. Mai 2003         | 274 Quigley’s Castle Rd.                                                       | Eureka Springs  | 03000467  |              |
| 23       | Sanitarium Lake Bridges Historic District            |      | 19. Jan. 2010        | Carroll Co. Rd. 317, approx. .5 mi. S. of Greenwood Hollow Rd.                 | Eureka Springs  | 09001238  |              |
| 24       | Shady Grove Delmar Church and School                 |      | 27. Jan. 2015        | Cty. Rd. 933, 1.4 mi. W. of Delmar                                             | Delmar          | 09001238  |              |
| 25       | Stamps Store                                         |      | 5. Sep. 1990         | Old Hwy 68 near its jct. with AR 68                                            | Osage           | 90001380  |              |
| 26       | Tall Pines Motor Inn                                 |      | 15. Jan. 1999        | US 62                                                                          | Eureka Springs  | 98001603  |              |
| 27       | Thorncrown Chapel                                    |      | 28. Apr. 2000        | AR 62, 0.5 mi. W of Eureka Springs                                             | Eureka Springs  | 97000452  |              |
| 28       | U.S. 62 White River Bridge                           |      | 24. Jan. 2008        | U.S. 62 approx. 1/4 mi. S. of Co. Rd. 212                                      | Eureka Springs  | 07001421  |              |
| 29       | Winona Church and School                             |      | 5. Juni 1991         | Rockhouse Rd.                                                                  | Winona Springs  | 91000688  |              |
| 30       | Yell Masonic Lodge Hall                              |      | 1. Nov. 1984         | Off AR 68                                                                      | Carrollton      | 84000178  |              |